# Dekanat stołpecki
Dekanat stołpecki – jeden z 11 dekanatów archidiecezji mińsko-mohylewskiej na Białorusi. Składa się z 10 parafii.

## Lista parafii
| Lp | Miejscowość / parafia                                       | Proboszcz / administrator   | Kościół                                                      | Zdjęcie |
| -- | ----------------------------------------------------------- | --------------------------- | ------------------------------------------------------------ | ------- |
| 1  | Ciesnowa I Parafia św. Maksymiliana Marii Kolbego           |                             | Kościół św. Maksymiliana Marii Kolbego w Ciesnowej I         |         |
| 2  | Chotów (Szkolny) Parafia Najświętszego Serca Pana Jezusa    |                             | Kościół Najświętszego Serca Pana Jezusa w Chotowie           |         |
| 3  | Derewno Parafia Wniebowzięcia Najświętszej Maryi Panny      |                             | Kościół Wniebowzięcia Najświętszej Maryi Panny w Derewnie    |         |
| 4  | Dzierżyńsk (Kojdanów) Parafia św. Anny                      |                             | Kościół św. Anny w Dzierżyńsku                               |         |
| 5  | Fanipol (Wiazyń) Parafia Najświętszego Serca Jezusa i Maryi |                             | Kościół Najświętszego Serca Jezusa i Maryi w Fanipolu        |         |
| 6  | Naliboki Parafia Wniebowzięcia Najświętszej Maryi Panny     |                             | Kościół Wniebowzięcia Najświętszej Maryi Panny w Nalibokach  |         |
| 7  | Niehorele Parafia Przemienienia Pańskiego                   |                             | Kościół Przemienienia Pańskiego w Niehorelach                |         |
| 8  | Roczewicze Parafia Matki Bożej Częstochowskiej              |                             | Kościół Matki Bożej Częstochowskiej w Roczewiczach           |         |
| 9  | Rubieżewicze Parafia św. Józefa                             | ks. Włodzimierz Kasparewicz | Kościół św. Józefa w Rubieżewiczach                          |         |
| 10 | Stołpce Parafia św. Kazimierza                              |                             | Kościół św. Kazimierza w Stołpcach                           |         |
| 11 | Świerżeń Nowy Parafia Świętych Apostołów Piotra i Pawła     |                             | Kościół Świętych Apostołów Piotra i Pawła w Świerżeniu Nowym |         |
| 12 | Uzda Parafia Podwyższenia Krzyża Świętego                   |                             | Kościół Podwyższenia Krzyża Świętego w Uździe                |         |
| 13 | Wołma Parafia św. Jana Chrzciciela                          |                             | Kościół św. Jana Chrzciciela w Wołmie                        |         |